# Distrito Escolar Independiente de Pflugerville
El Distrito Escolar Independiente de Pflugerville (Pflugerville Independent School District, PISD) es un distrito escolar de Texas. Tiene su sede en Pflugerville. El distrito, con una superficie de 95 millas cuadradas, sirve Pflugerville, Coupland, Hutto, partes de Austin, partes de Manor, y partes de Round Rock.

## Escuelas
Escuelas K-12:
- Opportunity Center K-12

Escuelas preparatorias:

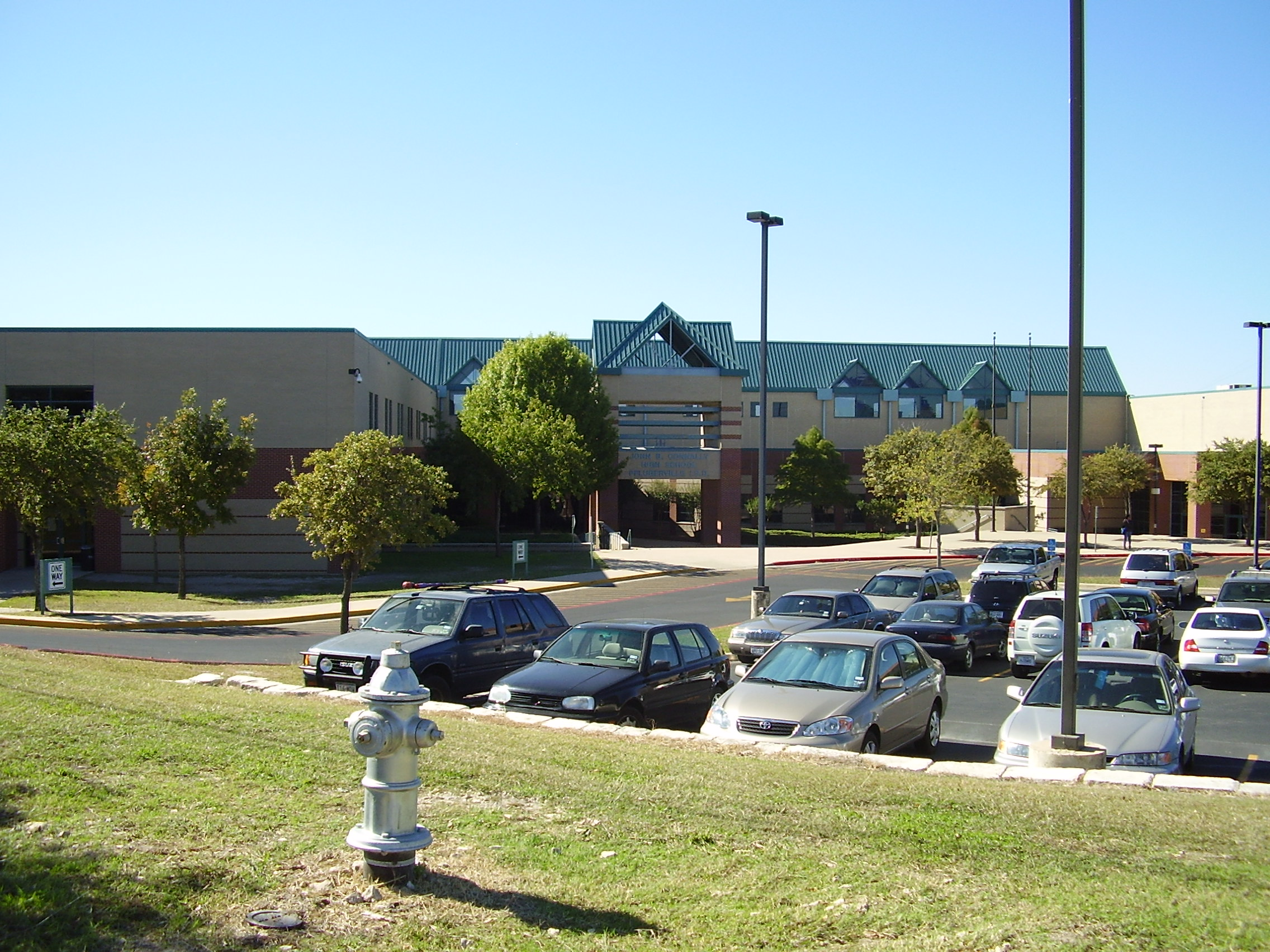
Escuela Preparatoria John B. Connally

- Escuela Preparatoria John B. Connally
- Escuela Preparatoria Hendrickson
- Escuela Preparatoria de Pflugerville
- PACE